# Самбо (гора)
Самбо (можливо, з Кечуа — назва людини, яка має одного чорного і одного корінного батька) — гора в гірському масиві Кордильєра-де-Вільканота, висотою близько 5 200 метрів (17 060 ft) в Андах Перу. Вона розташована у регіоні Пуно, провінція Мельгар, район Нуньоа. 
Самбо лежить на південний захід від Уеко і Квелхуакоти і на північний захід від Уїллопунчо.